# Matriz y determinante jacobianos
En cálculo vectorial, la matriz jacobiana de una función vectorial de varias variables es la matriz cuyos elementos son las derivadas parciales de primer orden de dicha función. Si esta matriz es cuadrada, su determinante se llama el determinante jacobiano.
Tanto la matriz jacobiana como el determinante jacobiano reciben su nombre en honor al matemático Carl Gustav Jacobi.

## Definición
| Sea {\displaystyle \mathbf {f} :\mathbb {R} ^{n}\longrightarrow \mathbb {R} ^{m}} una función cuyas derivadas parciales de primer orden existen en todo {\displaystyle \mathbb {R} ^{n}} y denotemos {\displaystyle f_{1},f_{2},...,f_{m}} a sus componentes escalares. Se define la matriz jacobiana de {\displaystyle \mathbf {f} } en un punto {\displaystyle x\in \mathbb {R} ^{n}} como: {\displaystyle {\text{J}}_{f}(x)={\begin{pmatrix}\displaystyle {\frac {\partial f_{1}}{\partial x_{1}}}(x)&\displaystyle {\frac {\partial f_{1}}{\partial x_{2}}}(x)&\dots &\displaystyle {\frac {\partial f_{1}}{\partial x_{n}}}(x)\\\displaystyle {\frac {\partial f_{2}}{\partial x_{1}}}(x)&\displaystyle {\frac {\partial f_{2}}{\partial x_{2}}}(x)&\dots &\displaystyle {\frac {\partial f_{2}}{\partial x_{n}}}(x)\\\vdots &\vdots &\ddots &\vdots \\\displaystyle {\frac {\partial f_{m}}{\partial x_{1}}}(x)&\displaystyle {\frac {\partial f_{m}}{\partial x_{2}}}(x)&\dots &\displaystyle {\frac {\partial f_{m}}{\partial x_{n}}}(x)\\\end{pmatrix}}={\begin{pmatrix}\nabla f_{1}(x)\\\vdots \\\nabla f_{m}(x)\end{pmatrix}}} donde {\displaystyle \nabla f_{i}} es el gradiente de la {\displaystyle i}-ésima componente escalar. |

- Cuando {\displaystyle m=n}, la matriz Jacobiana es cuadrada. Su determinante es conocido como el determinante Jacobiano de {\displaystyle \mathbf {f} }.
- Cuando {\displaystyle m=1}, esto es, cuando {\displaystyle f:\mathbb {R} ^{n}\longrightarrow \mathbb {R} } es un campo escalar, la matriz Jacobiana se reduce a un vector fila. Este vector fila con todas las derivadas parciales de primer orden es el gradiente de {\displaystyle f}, es decir, {\displaystyle {\text{J}}_{f}(x)=\nabla f(x)}.
- Cuando {\displaystyle m=n=1}, esto es, cuando {\displaystyle f:\mathbb {R} \longrightarrow \mathbb {R} } es una función una variable, la matriz Jacobiana sólo tiene una entrada: la derivada de la función {\displaystyle f} en el punto.

Propiamente deberíamos hablar más que de matriz jacobiana, de diferencial jacobiana o aplicación lineal jacobiana ya que la forma de la matriz dependerá de la base o coordenadas elegidas. Es decir, dadas dos bases diferentes la aplicación lineal jacobiana tendrá componentes diferentes aún tratándose del mismo objeto matemático. La propiedad básica de la "matriz" jacobiana es la siguiente, dada una aplicación cualquiera {\displaystyle \mathbf {F} :\mathbb {R} ^{n}\to \mathbb {R} ^{m}} continua, es decir {\displaystyle \mathbf {F} \in {\mathcal {C}}^{(k)}(\mathbb {R} ^{n},\mathbb {R} ^{m})} se dirá que es diferenciable si existe una aplicación lineal {\displaystyle {\boldsymbol {\lambda }}\in {\mathcal {L}}(\mathbb {R} ^{n},\mathbb {R} ^{m})} tal que:
{\displaystyle \lim _{\|\mathbf {x} -\mathbf {y} \|\to 0}{\frac {\|(\mathbf {F} (\mathbf {x} )-\mathbf {F} (\mathbf {y} ))-{\boldsymbol {\lambda }}(\mathbf {x} -\mathbf {y} )\|}{\|\mathbf {x} -\mathbf {y} \|}}=0}
Si {\displaystyle \mathbf {p} } es un punto en {\displaystyle \mathbb {R} ^{n}} y {\displaystyle \mathbf {F} } es diferenciable en {\displaystyle \mathbf {p} } entonces su diferencial está dada por JF(p). En este caso, la aplicación lineal descrita por JF(p) es la mejor aproximación lineal de {\displaystyle \mathbf {F} } cerca del punto {\displaystyle \mathbf {p} }, de esta manera:
{\displaystyle \mathbf {F} (\mathbf {x} )\approx \mathbf {F} (\mathbf {p} )+J_{\mathbf {F} }(\mathbf {p} )(\mathbf {x} -\mathbf {p} )}
para {\displaystyle \mathbf {x} } cerca de {\displaystyle \mathbf {p} }. O con mayor precisión:
{\displaystyle \lim _{\|\mathbf {x} -\mathbf {p} \|\to 0}{\frac {\|\mathbf {F} (\mathbf {x} )-\mathbf {F} (\mathbf {p} )-J_{\mathbf {F} }(\mathbf {p} )(\mathbf {x} -\mathbf {p} )\|}{\|\mathbf {x} -\mathbf {p} \|}}=0}
En ciertos espacios vectoriales de dimensión no finita, formados por funciones, puede generalizarse el concepto de matriz jacobiana definiendo una aplicación lineal jacobiana.

## Determinante jacobiano
Si {\displaystyle m=n} entonces {\displaystyle \mathbf {F} } es una función que va de {\displaystyle \mathbb {R} ^{n}} a {\displaystyle \mathbb {R} ^{n}} y en este caso la matriz jacobiana es una matriz cuadrada, por lo que podemos calcular su determinante, este es conocido como el determinante jacobiano. El determinante jacobiano en ocasiones es conocido simplemente como “el Jacobiano”.
El determinante jacobiano en un punto dado nos da información importante sobre el comportamiento de {\displaystyle \mathbf {F} } cerca de ese punto. Una función continuamente diferenciable {\displaystyle \mathbf {F} } es invertible cerca del punto {\displaystyle \mathbf {p} \in \mathbb {R} ^{n}} si el determinante jacobiano en {\displaystyle \mathbf {p} } es no nulo. Este es el teorema de la función inversa. Más aún, el valor absoluto del determinante en {\displaystyle \mathbf {p} } nos da el factor con el cual {\displaystyle \mathbf {F} } expande o contrae su volumen cerca de {\displaystyle \mathbf {p} }.

## Inversa
De acuerdo al teorema de la función inversa, la matriz inversa de la matriz Jacobiana de una función invertible es la matriz Jacobiana de la función inversa. Esto es, si el Jacobiano de una función {\displaystyle \mathbf {F} :\mathbb {R} ^{n}\to \mathbb {R} ^{n}} es continua y no singular en el punto {\displaystyle \mathbf {p} \in \mathbb {R} ^{n}} entonces {\displaystyle \mathbf {F} } es invertible cuando se restringe a un entorno de {\displaystyle \mathbf {p} } y
{\displaystyle \mathbf {J} _{\mathbf {F} ^{-1}}\circ \mathbf {F} =\mathbf {J} _{\mathbf {F} }^{-1}}
Si el determinante jacobiano es diferente de cero en un punto entonces la función es localmente invertible cerca de este punto, esto es, existe un entorno de este punto en el que la función es invertible.

## Puntos críticos
Si {\displaystyle \mathbf {F} :\mathbb {R} ^{n}\to \mathbb {R} ^{m}} es una función diferenciable, un punto crítico de {\displaystyle \mathbf {F} } es un punto en el que el rango de la matriz jacobiana es no maximal.
En el caso en que {\displaystyle m=n=k}, un punto es crítico si el determinante jacobiano es cero. 

## Aplicaciones de la matriz jacobiana
La matriz Jacobiana establece una relación entre dos sistemas de referencia (espacios vectoriales), de manera que mediante una transformación (el jacobiano o matriz jacobiana), se pueda expresar un vector de un primer sistema, a otro sistema. Algo así como un traductor de un espacio vectorial a otro.
En Robótica de Manipuladores, se usa para deducir posibles puntos de una configuración que traerán dificultades para el movimiento, llamados puntos singulares o singularidades. 
En el análisis dinámico, los “jacobianos del eslabón”, que permiten relacionar posición de cada eslabón con su movimiento de translación y de rotación.

## Ejemplos

### Ejemplo 1
La matriz jacobiana de la función {\displaystyle \mathbf {F} :\mathbb {R} ^{3}\to \mathbb {R} ^{3}} dada por
{\displaystyle \mathbf {F} (x_{1},x_{2},x_{3})=(x_{1},5x_{3},4x_{2}^{2}-2x_{3})}
cuyas funciones componentes son 
{\displaystyle {\begin{aligned}f_{1}&=x_{1}\\f_{2}&=5x_{3}\\f_{3}&=4x_{2}^{2}-2x_{3}\end{aligned}}}
es
{\displaystyle \mathbf {J} _{\mathbf {F} }(x_{1},x_{2},x_{3})={\begin{bmatrix}{\cfrac {\partial f_{1}}{\partial x_{1}}}&{\cfrac {\partial f_{1}}{\partial x_{2}}}&{\cfrac {\partial f_{1}}{\partial x_{3}}}\\{\cfrac {\partial f_{2}}{\partial x_{1}}}&{\cfrac {\partial f_{2}}{\partial x_{2}}}&{\cfrac {\partial f_{2}}{\partial x_{3}}}\\{\cfrac {\partial f_{3}}{\partial x_{1}}}&{\cfrac {\partial f_{3}}{\partial x_{2}}}&{\cfrac {\partial f_{3}}{\partial x_{3}}}\end{bmatrix}}={\begin{bmatrix}1&0&0\\0&0&5\\0&8x_{2}&-2\end{bmatrix}}}
La matriz jacobiana NO siempre es cuadrada. Véase el siguiente ejemplo.

### Ejemplo 2
Supóngase la función {\displaystyle \mathbf {F} :\mathbb {R} ^{3}\to \mathbb {R} ^{4}}, cuyas funciones componentes son:
{\displaystyle y_{1}=x_{1}}
{\displaystyle y_{2}=5x_{3}\,}
{\displaystyle y_{3}=4x_{2}^{2}-2x_{3}\,}
{\displaystyle y_{4}=x_{3}\operatorname {sen}(x_{1})}
tiene asociada como matriz jacobiana
{\displaystyle \mathbf {J} _{\mathbf {F} }(x_{1},x_{2},x_{3})={\begin{bmatrix}{\dfrac {\partial y_{1}}{\partial x_{1}}}&{\dfrac {\partial y_{1}}{\partial x_{2}}}&{\dfrac {\partial y_{1}}{\partial x_{3}}}\\[3pt]{\dfrac {\partial y_{2}}{\partial x_{1}}}&{\dfrac {\partial y_{2}}{\partial x_{2}}}&{\dfrac {\partial y_{2}}{\partial x_{3}}}\\[3pt]{\dfrac {\partial y_{3}}{\partial x_{1}}}&{\dfrac {\partial y_{3}}{\partial x_{2}}}&{\dfrac {\partial y_{3}}{\partial x_{3}}}\\[3pt]{\dfrac {\partial y_{4}}{\partial x_{1}}}&{\dfrac {\partial y_{4}}{\partial x_{2}}}&{\dfrac {\partial y_{4}}{\partial x_{3}}}\\\end{bmatrix}}={\begin{bmatrix}1&0&0\\0&0&5\\0&8x_{2}&-2\\x_{3}\cos x_{1}&0&\operatorname {sen} x_{1}\end{bmatrix}}.}

### Ejemplo 3: Transformación a coordenadas polares
La transformación de coordenadas polares {\displaystyle (r,\theta )} a coordenadas cartesianas {\displaystyle (x,y)} está dada por la función {\displaystyle F:\mathbb {R} ^{+}\times [0,2\pi )\longrightarrow \mathbb {R} ^{2},\quad F(r,\theta )=(r\cos(\theta ),r\operatorname {sen}(\theta ))}.
La matriz jacobiana de {\displaystyle F} está dada por:
{\displaystyle {\text{J}}_{F}(r,\theta )={\begin{pmatrix}\cos(\theta )&-r\operatorname {sen}(\theta )\\\operatorname {sen}(\theta )&r\cos(\theta )\end{pmatrix}}}
y su determinante, o el jacobiano, es pues:
{\displaystyle {\begin{aligned}\det({\text{J}}_{F}(r,\theta ))&=r\cos ^{2}(\theta )+r\operatorname {sen} ^{2}(\theta )\\&=r[\cos ^{2}(\theta )+\operatorname {sen} ^{2}(\theta )]\\&=r\end{aligned}}}
y esto puede ser utilizado para transformar integrales entre dos sistemas de coordenadas:
{\displaystyle \iint _{F(A)}f(x,y)dxdy=\iint _{A}f(r\cos \theta ,r\operatorname {sen} \theta )|J_{F}|=\iint _{A}f(r\cos \theta ,r\operatorname {sen} \theta )|r|}
Pero al cogerse siempre {\displaystyle r>0} con las coordenadas cartesianas, tenemos que
{\displaystyle \iint _{F(A)}f(x,y)dxdy=\iint _{A}f(r\cos \theta ,r\operatorname {sen} \theta )rdrd\theta }

### Ejemplo 4
El determinante jacobiano de la función {\displaystyle \mathbf {F} :\mathbb {R} ^{3}\to \mathbb {R} ^{3}} dada por:
{\displaystyle \mathbf {F} (x_{1},x_{2},x_{3})=(5x_{2},4x_{1}^{2}-2\operatorname {sen}(x_{2}x_{3}),x_{2}x_{3})}
es:
{\displaystyle {\begin{aligned}\det(\mathbf {J} _{\mathbf {F} }(x_{1},x_{2},x_{3}))&={\begin{vmatrix}0&5&0\\8x_{1}&-2x_{3}\cos(x_{2}x_{3})&-2x_{2}\cos(x_{2}x_{3})\\0&x_{3}&x_{2}\end{vmatrix}}\\&=-5\cdot {\begin{vmatrix}8x_{1}&-2x_{2}\cos(x_{2}&x_{3})\\0&x_{2}\end{vmatrix}}\\&=-40x_{1}x_{2}\end{aligned}}}
El teorema de la función inversa garantiza que la función es localmente invertible en todo el dominio excepto quizá donde {\displaystyle x_{1}=0} o {\displaystyle x_{2}=0} (es decir, los valores para los que el determinante se hace cero). Si imaginamos un objeto pequeño centrado en el punto (1,1,1) y le aplicamos F, tendremos un objeto aproximadamente 40 veces más voluminoso que el original.

### Ejemplo 5
Cambiando un poco la función anterior por ésta:
{\displaystyle \mathbf {F} (x_{1},x_{2},x_{3})=(5x_{2},4x_{1}^{2}-2\operatorname {sen}(x_{2}x_{3}),x_{1})}
El determinante jacobiano quedará:
{\displaystyle \det(\mathbf {J} _{\mathbf {F} }(x_{1},x_{2},x_{3}))={\begin{vmatrix}0&5&0\\8x_{1}&-2x_{3}\cos(x_{2}x_{3})&-2x_{2}\cos(x_{2}x_{3})\\1&0&0\end{vmatrix}}=-5\cdot {\begin{vmatrix}8x_{1}&-2x_{2}\cos(x_{2}&x_{3})\\1&0\end{vmatrix}}=-10x_{2}\cos(x_{2}x_{3}).}
En este caso existen más valores que anulan al determinante. Por un lado {\displaystyle x_{2}=0}, y por otro:
{\displaystyle \cos \left({{x}_{2}}{{x}_{3}}\right)=0\Leftrightarrow {{x}_{2}}{{x}_{3}}=\left(2k+1\right){\frac {\pi }{2}}} con {\displaystyle k=0,1,2,\dots }